# Ormosia fugitiva
Ormosia fugitiva là một loài ruồi trong họ Limoniidae. Chúng phân bố ở miền Cổ bắc.